# Dinastia d'Anjou
El Casal d'Anjou foren tres dinasties d'origen francès, a partir de les quals s'originaren diverses cases reials. Els fundadors dels tres casals varen ostentar el títol de comte (o duc) d'Anjou, d'aquí el nom. Diferents membres dels Casals arribaren a regnar a Jerusalem, l'Anglaterra, Sicília, Nàpols, Hongria i Polònia. La dinastia d'Anjou va lluitar per l'hegemonia a la Mediterrània contra la Corona d'Aragó.

## Dinastia Tortulfida
- 845-851: Tortulf, forestier royal
- 851-877: Tertul, fill de l'anterior i senyor de Gatinais i Orleanesat
- 877-888: Ingelger, vescomte d'Orleans i després d'Angers
- 888-942: Folc I el roig, fill de l'anterior
- 942-960: Folc II el bo, fill de l'anterior
- 960-987: Jofré I Grisegonelle, fill de l'anterior
- 987-1040: Folc III Nerra, fill de l'anterior
- 1040-1060: Jofré II Martell, fill de l'anterior

## Dinastia Plantagenet
- 1060-1067: Jofré III el Barbut, nebot de l'anterior, i comte de Gatinais
- 1067: Folc IV el Tauró, germà de l'anterior
- 1067-1068: Jofré III el Barbut, segon període
- 1067-1109: Folc IV el Tauró 1067-1109
- 1106: Jofré IV d'Anjou, fill de l'anterior
- 1109-1142: Folc V el Jove, germà de l'anterior i rei de Jerusalem
- 1142-1151: Jofré V Plantagenet, fill del l'anterior
- 1151-1189: Enric I d'Anjou, fill de l'anterior i rei d'Anglaterra
1156-1158: Jofré VI d'Anjou, fill de Jofré V Plantagenet
1169-1183: Enric II el Jove, fill de l'anterior
- 1189-1199: Ricard I Cor de Lleó, germà de l'anterior i rei d'Anglaterra
- 1199-1204: Joan sense Terra, germà de l'anterior i rei d'Anglaterra
1199-1203: Artur I de Bretanya, nebot de l'anterior

el 1204 el comtat d'Anjou és integrat a la Corona francesa fins al 1246

## Primera Dinastia Capeta d'Anjou-Sicília

Les armes dels comtes capets d'Anjou

- Joan d'Anjou, fill del rei Lluís VIII de França, no prendrà mai possessió del comtat
- 1246-1285: Carles I d'Anjou, germà de l'anterior i comte de Provença, rei de Sicília i rei de Nàpols
- 1285-1290: Carles II d'Anjou, fill de l'anterior i comte de Provença i rei de Nàpols
- 1290-1299: Margarida d'Anjou, filla de l'anterior i casada el 1290 amb Carles I de Valois
- 1290-1325: Carles III d'Anjou, espòs de l'anterior i comte de Valois
- 1325-1328: Felip I d'Anjou, fill de l'anterior, comte de Valois i futur rei de França Felip VI

el 1328 el comtat d'Anjou és revertit a la Corona francesa fins al 1331

## Segona Dinastia Capeta d'Anjou
- 1331-1350: Joan I d'Anjou, fill de Felip VI de França i futur rei Joan II de França

el 1350 reverteix a la corona en esdevenir Joan I rei de França
- 1351-1384: Lluís I d'Anjou, fill de l'anterior i comte de Provença i rei de Nàpols

el 1360 el comtat d'Anjou és elevat a ducat d'Anjou
- 1384-1417: Lluís II d'Anjou, fill de l'anterior i comte de Provença i rei de Nàpols
- 1417-1435: Lluís III d'Anjou, fill de l'anterior
- 1435-1442: Renat I d'Anjou, germà de l'anterior i duc de Lorena, comte de Provença, rei de Nàpols i comte de Barcelona
- 1480-1481: Carles IV d'Anjou, net de Lluís II i comte de Provença

 a la mort de Carles IV el ducat d'Anjou és revertit a la Corona francesa per Lluís XI de França

## Ducat d'Anjou (apanatge)

Les armes dels ducs d'Anjou

- 1515-1531: Lluïsa de Savoia, esposa de Carles I d'Angulema i mare del rei Francesc I de França
- 1566-1576: Enric I d'Anjou, fill d'Enric II de França i futur rei amb el nom d'Enric III de França
- 1576-1584: Francesc de França, germà de l'anterior
- 1608-1660: Gastó d'Orleans, fill d'Enric IV de França i duc d'Orleans
- 1660-1668: Felip II d'Anjou, fill de Lluís XIII de França i duc d'Orleans
- 1672: Lluís Francesc d'Anjou, fill de Lluís XIV de França
- 1683-1710: Felip III d'Anjou, besnet de Lluís XIV de França i futur Felip V de Castella
- 1710-1730: Lluís IV d'Anjou, besnet de Lluís XIV de França i futur rei Lluís XV de França
- 1730-1733: Felip IV d'Anjou, fill de l'anterior

## Pretendents al tron francès
El títol de duc d'Anjou és utilitzat per una branca dels legitimistes francesos per reclamar els drets sobre el tron francès, al costat dels orleanistes
- 1901-1931: Jaume IV de Borbó, duc de Madrid i fill de Carles VII de Borbó, pretendents al tron espanyol carlista espanyol
- 1931-1936: Alfons Carles de Borbó, oncle de l'anterior, duc de Sant Jaume i pretendent al tron carlista
- 1946-1975: Jaume de Borbó, fill d'Alfons XIII d'Espanya i duc de Segòvia
- 1975-1989: Alfons de Borbó, fill de l'anterior i duc de Cadis
- 1989- actualitat: Lluís Alfons de Borbó, fill del precedent

- 2004: Carles Felip d'Orleans, pretendent del tron francès orleanista i que el 2004 és reconegut duc d'Anjou en competència amb Lluís Alfons de Borbó